# Elephastomus proboscideus kirbyanus
Elephastomus proboscideus kirbyanus es una subespecie de coleóptero de la familia Geotrupidae.

## Distribución geográfica
Habita en Australia.